# Sawoo (plaats)
Sawoo is een bestuurslaag in het regentschap Ponorogo van de provincie Oost-Java, Indonesië. Sawoo telt 7388 inwoners (volkstelling 2010).